# 原住民族部落社區大學
台灣原住民族部落大學的推動是在1998年9月社區大學運動後，有鑑於社區大學於全台蓬勃發展，浦忠成、楊志偉、孫大川等人於2001年提出原住民部落大學為該年度公共議題。2001年中華民國教育部將之列為政策議程，規劃推動；2002年教育部結合行政院原住民族委員會，共同推動原住民部落大學相關輔導措施。2003年，台灣第一所原住民部落大學創立。至今，全台已有十五所原住民部落社區大學，或稱為「部大」、「原住民族部落大學」。

## 法源依據
台灣原住民族部落大學主要以以下兩條法源作為基礎，各地方政府以行政委辦或是公開招標的方式辦理原住民族部落大學。
- 2002年《終身學習法》
- 2004年《原住民族教育法》修正條文第28條：「地方政府得設立或輔導民間設立原住民族推廣教育機構，提供原住民下列教育：一、識字教育……六、部落社區教育……九、其他成人教育……。」

## 設立宗旨
- 政策理念：
  - 重建原住民部落傳統之生活規範
  - 推動原住民族教育改革運動
  - 彰顯部落教育的主體性
  - 開創原住民部落的生機
  - 回應社會思潮
  - 邁向原住民族自治
- 政策目標：
  - 培育部落社區發展人才
  - 培育現代化公民
  - 促進原住民族文化之創新
  - 提供原住民族終身學習

## 入學資格
依據不同部大而有不同規定，如：台北市原住民社區部落大學：「凡年滿16歲的原住民及非原住民朋友皆可入學，不限學歷，不需考試」；宜蘭縣原住民部落大學：「凡年滿十八歲者均可報名選課就讀（語言課程部份不限年齡）。」

## 原住民部落社區大學課程內容
在部落再生、終身學習、文化成長、部落營造、倫理規範等四個目標之下所開設的課程，主要分為文化學程(阿美語、傳統舞蹈等)、社群學程(醫療、法律、個人成長等)、產業學程（餐飲認證、農業課程等）、自然資源學程（認識野生動植物等）、部落研究學程/部落營造學程（對部落議題進行討論）。然而各項在不同社區大學，有不同的增減。每個部落大學都有其特殊課程。
部落社區大學應該掌握學習和生存兩大人類基本需求，其基本目標是知識解放及整合，以及產業的發展與營造。(劉奕權，2006)
在產業的發展與營造部分，南投縣信義鄉在九二一大地震后的社區重建中，由南投「豐丘」的部落教室陸續成立葡萄研究班、信義鄉果樹產銷班第六班，最後開創了「布農族豐丘‧布農TOYOkA葡萄」品牌，就是一個極為成功的例子。

## 師資來源
聘請熟悉當地部落之文化、價值、認知及需求之人士。
- 部落師資：部落耆老、工作者。
- 一般師資：鄰近社區、大專院校及相關領域之專業人才。
- 建教合作。

## 原住民部落社區大學目前困境

### 目標、走向不明確
台灣原住民部落社區大學的創立，一開始並沒有很詳細的法規。各校創立之初多以「原住民部落大學」自稱(如：屏東、宜蘭、台東、苗栗、南投等等)；僅有花蓮縣以「原住民社區大學」自稱。
後因為原住民部落社區大學經費多來自中央政府教育局與原民會(共佔80%)，又終身教育法法源只將社區大學列為補助對象，於是目前官方統一以「原住民部落社區大學」稱之。
以民族學觀點而言，部落大學的創立主要目標是希望可以創立適合原住民族的教育體制與實踐精神，彰顯部落主體性、促進部落組織與發展，以部落作為出發點的部落教育(王雅萍，2006)。最理想的部落大學，即是以單一民族所發展的群體。透過部落大學，嘗試維護傳統，並且創新，讓部落在現代社會中生存。
然而，因經濟壓力而融入「社區大學」的理念(知識解放與建立公民社會)後，不免造成部落大學的理念、獨立性，被社區大學逐漸同化、削弱。
目前，各原住民部落社區大學於其公開網頁中，仍採用不同的名稱稱呼自己，如；「台北市原住民部落社區大學」、「桃園縣原住民部落大學」、「花蓮縣原住民社區大學」。

### 部落大學間無統整性
由於法令歸屬問題，台灣原住民部落社區大學由各縣市地方政府所規劃、籌辦，或自辦或委外發展。然而各部落大學並沒有統整的資源系統，無論是課程走向、人力資源統整，都猶如多頭馬車。無形之中，浪費許多資源，同時難以達到共同願景。

### 經濟困难
由於台灣的原住民部落社區大學由中央政府的補助80%(原民會與教育部各占30%與50%)；其餘經費則由地方政府和承辦單位自籌20%。然而，是以地方政府所提供的20%作為基礎，若地方政府經費不足，則難以對原住民部落社區大學提出充足的補助金額。相較於有錢的都會型地方政府，大部分原住民所在的部落區地方政府，沒有辦法有足夠的經費支持部大的營運。

### 招生人數、行政人數不足
由於台灣原住民所居住的地方，相較於都會區交通發達，較為不便。同時如花蓮、台東等幅員廣大、狹長的地區，也只有一個承辦單位。因此在招生時，往往面臨招生人數不足的情況。原住民部落社區大學採取的改善方式，便是在各地設立分校。但無形之中，卻增加了行政人員業務量，造成行政體系的不便、效率緩慢。

## 願景
- 遠觀部落遠景：參與部落公共議題，關懷部落永續發展；同時作為原住民部落自治前身。
- 加強與公部門的對話窗口：提出需求、建議，彼此互相合作。
- 各部落大學加強聯繫，統整資源：整合全台原住民力量，共同爭取、推動社會運動、能與各部落有所聯繫，加強部落間情感、文化交流；有成功的經驗也互相分享。
- 在台原住民部落社區大學走向學習型部落營造：由林振春先生推行。

## 台灣十五所原住民族部落大學
- 臺北市原住民族部落大學 （页面存档备份，存于）
- 新北市原住民族部落大學 （页面存档备份，存于）
- 桃園市原住民族部落大學 （页面存档备份，存于）
- 新竹縣原住民族部落大學 （页面存档备份，存于）
- 苗栗縣原住民族部落大學 （页面存档备份，存于）
- 南投縣原住民族部落大學 （页面存档备份，存于）
- 臺中市原住民族部落大學 （页面存档备份，存于）
- 嘉義縣原住民族部落大學 （页面存档备份，存于）
- 臺南市原住民族部落大學 （页面存档备份，存于）
- 高雄市原住民族部落大學 （页面存档备份，存于）
- 屏東縣原住民族部落大學 （页面存档备份，存于）
- 基隆市原住民族部落大學 （页面存档备份，存于）
- 宜蘭縣原住民族部落大學 （页面存档备份，存于）
- 花蓮縣原住民族部落大學 （页面存档备份，存于）
- 台東縣原住民族部落大學 （页面存档备份，存于）